# Sławomiła
Sławomiła – współczesne słowiańskie imię żeńskie (nienotowane w dawnych źródłach) złożone z członów Sław- ("sława") i -mił ("miła", "miłująca").
W 1994 roku imię to nosiło 13 kobiet w Polsce.